# Ліакат Алі Хан
Ліакат Алі Хан (урду لیاقت علی خان; 1 жовтня 1895 Карнал, провінція Пенджаб, Британська Індія — 16 жовтень 1951 Равалпінді, провінція Пенджаб, Пакистан) — пакистанський державний діяч, перший прем'єр-міністр Пакистану (1947—1951), соратник Джинни.

## Життєпис
Народився в знатній мусульманській сім'ї, яка користувалася повагою у представників місцевого населення і британського уряду. Землеволодіння (300 сіл, включаючи 60 з них в Карналі) простягалися по всьому східному Пенджабу і в «Об'єднаних провінціях». У родині живили велику повагу до індійського мусульманського мислителя і філософа Саїда Ахмад-хана.
Його батько хотів, щоб син здобув освіту в британській освітній системі. У 1918 році він закінчив Англо-східний коледж Мухаммеда, нині Аліґархський мусульманський університет, отримавши ступінь бакалавра політичних наук та магістра права. У 1921 році закінчив Ексетер-Коледж Оксфордського університету з присудженням бронзової медалі. Як аспірант Оксфорда, брав активну участь в студентських союзах і був обраний почесним скарбником товариства «Меджліс» — студентського союзу, заснованого індійськими студентами-мусульманами для захисту в університеті своїх прав.
Юрист за освітою він став членом «Внутрішнього Темпла» (найстарішого і найвідомішого з чотирьох «Судових інів»). У 1922 році він був прийнятий в колегію адвокатів і почав власну юридичну практику.
У 1923 році повернувся в Індію, спочатку він взаємодіяв з Індійським національному конгресом і навіть отримав пропозицію стати його членом, однак після його зустрічі з Джавахарлал Неру його погляди змінилися і він вступив в Мусульманську лігу, у 1926 році був обраний до Законодавчої ради від «Об'єднаних провінцій», а в 1932 році був обраний заступником його голови. Він посилив свою підтримку в мусульманських населених пунктах, часто піднімаючи проблеми і проблеми, з якими стикаються мусульманські громади в Об'єднаної провінції. Він об'єднав зусилля з академіком Зіауддіном Ахмедом, щоб організувати мусульманські студентські громади в один студентський союз, відстоюючи ймовірні права мусульманської держави. В кінцевому підсумку його рішуча пропаганда прав мусульман принесла йому національну популярність.
У 1936 році був одним з головних ініціаторів реорганізації Мусульманської ліги, ставши її почесним Генеральним секретарем і заступником лідера цієї партії. Також був директором партійного видання «Світанок». У 1940 році став депутатом Центрального законодавчих зборів країни, яка на той момент була колонією Великої Британії. У 1946 році Ліакат стає лідером Мусульманської ліги.
1947 року після смерті Джинни стає новим прем'єр-міністром (поєднав з посадами міністра оборони і міністра закордонних справ). Приділяв увагу об'єднанню в середині державі на основі ісламу, але стикнувся з національними протиріччями. Проводив поміркований ісламський курс. 1948 року обирається головою мусульманської ліги Пакистану. У зовнішній політиці продовжив політику політичних союзів з мусульманськими державами Близького Сходу. 1951 року його було вбито під час мітингу. Мотиви цього до тепер є дискусійними. Наступником став Ходжа Назімуддін.